# سوزان بلینکس
سوزان ام. «سو» بلینکس (زادهٔ ۵ اکتبر ۱۹۵۷ میلادی)یک سوارکار و مربی زن رشتهٔ درساژ اهل کشور آمریکا است. او بیشتر به دلیل شرکت در مسابقات جایزه بزرگ المپیک به همراه اسبش به نام فلیم فلم شناخته می‌شود. وی به نمایندگی از کشور آمریکا یکبار در المپیک و دو بار در بازیهای جهانی سوارکاری شرکت کرده‌است. او به تیم آمریکا کمک کرد تا در بازیهای سیدنی استرالیا مدال برنز المپیک را بدست آورد.وی همچنین در بازیهای جهانی ۱۹۹۸ و ۲۰۰۲نیز به رقابت پرداخت. او دوران آموزش خود را در نوجوانی همراه ماریان لودویگ گذراند. او به عنوان مدیر سوارکاری دانشگاه ماساچوست مشغول به کار بود و بعدها تحت نظر والتر کریستنسون در آلمان آموزش دید. وی همچنین با ایزابل ورت و اووه شولتن-بامر در آلمان آموزش دیده‌است. در حال حاضر سو ساکن سن دیگو کالیفرنیااست و برای لتردل فارم سوارکاری می‌کند.